# Ministerium für Landwirtschaft und Verbraucherschutz des Landes Nordrhein-Westfalen

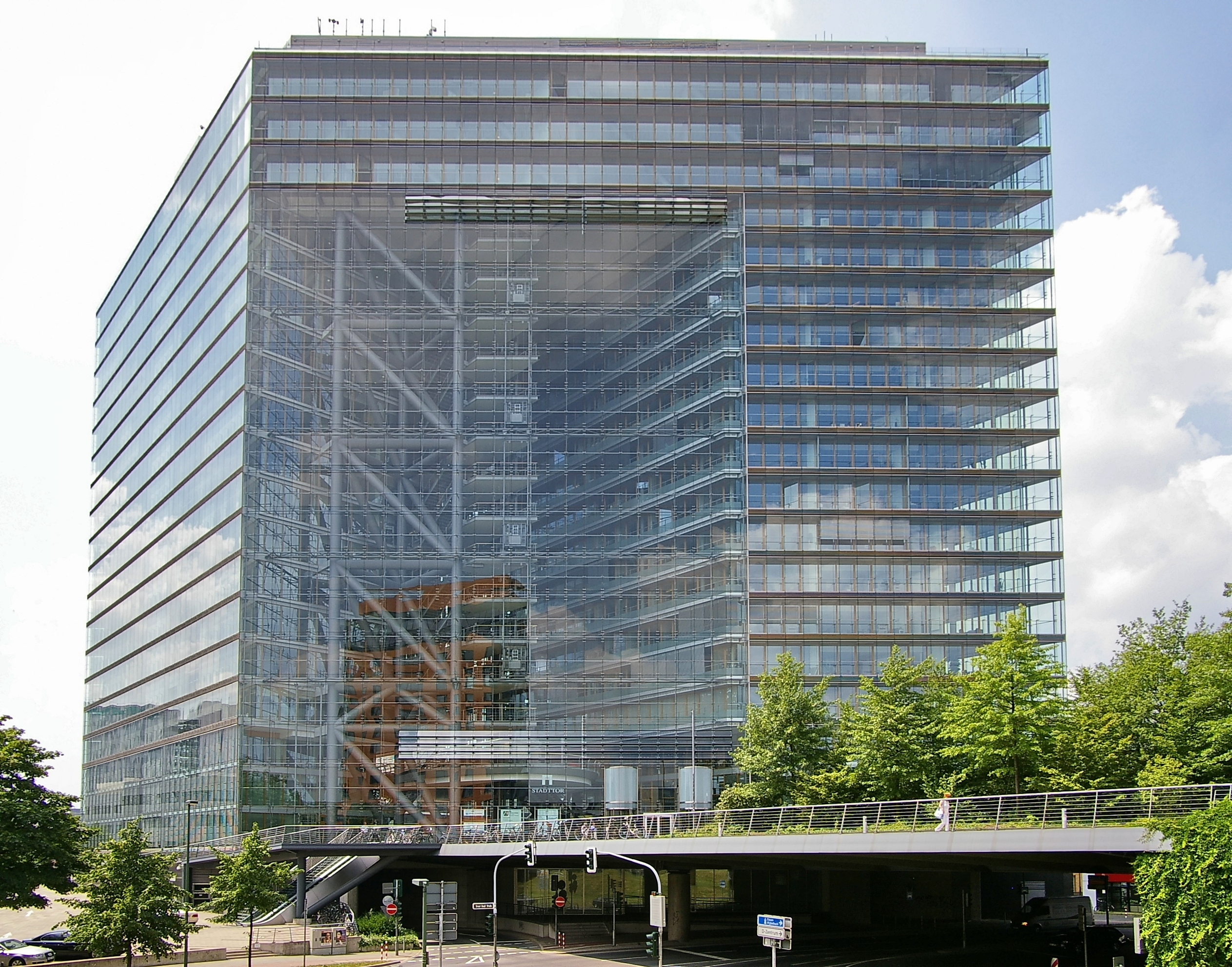
Sitz des Ministeriums für Landwirtschaft und Verbraucherschutz des Landes Nordrhein-Westfalen ist das Stadttor in Düsseldorf

Das Ministerium für Landwirtschaft und Verbraucherschutz des Landes Nordrhein-Westfalen (Kurzform: MLV NRW) ist eines von zwölf Ministerien der nordrhein-westfälischen Landesregierung. Das Ministerium bezieht seinen Dienstsitz im Stadttor in Düsseldorf. Zuständige Ministerin ist seit dem 29. Juni 2022 Silke Gorißen (CDU). Ihr steht Martin Berges als Staatssekretär und Amtschef zur Seite.

## Organisation und Aufgaben des Ministeriums
Das Ministerium bereitet in seinem Aufgabenbereich Landesgesetze vor, die vom Landesparlament – dem nordrhein-westfälischen Landtag – behandelt und beschlossen werden. Über den Bundesrat ist es an der Entstehung von Bundesgesetzen beteiligt. Es wendet Bundes- und Landesgesetze sowie europäisches Recht an und gewährleistet die Einhaltung durch die Behörden vor Ort. Das Ministerium widmet sich zudem der Information, Unterstützung, Beratung und finanziellen Förderung von Bürgerinnen und Bürgern, gesellschaftlichen Institutionen, Betrieben und Unternehmen zum Schutz von Mensch, Landwirtschaft und Verbraucherschutz.
Das Ministerium gliedert sich in folgende Abteilungen:
- Zentralabteilung
- Landwirtschaft, Gartenbau, Ländliche Räume
- Forsten, Holzwirtschaft, Jagd und Fischerei
- Verbraucherschutz, Tiergesundheit und Tierschutz

## Behörden und Einrichtungen
Zum Geschäftsbereich gehören:
- Landesbetrieb Wald und Holz NRW
- Landwirtschaftskammer Nordrhein-Westfalen
- Nordrhein-Westfälisches Landgestüt Warendorf
- Bezirksregierungen, Kreise und kreisfreie Städte

## Minister seit 1946
| Name                                                                           | Amtsantritt                                                    | Kabinett                                           | Partei                                             |
| Minister für Ernährung, Landwirtschaft und Forsten                             | Minister für Ernährung, Landwirtschaft und Forsten             | Minister für Ernährung, Landwirtschaft und Forsten | Minister für Ernährung, Landwirtschaft und Forsten |
| ------------------------------------------------------------------------------ | -------------------------------------------------------------- | -------------------------------------------------- | -------------------------------------------------- |
| Hermann Heukamp                                                                | 29. August 1946 15. Dezember 1946                              | Amelunxen I Amelunxen II                           | parteilos                                          |
| Heinrich Lübke                                                                 | 6. Januar 1947 17. Juni 1947 15. September 1950                | Amelunxen II Arnold I Arnold II                    | CDU                                                |
| Johannes Peters                                                                | 1. Januar 1953 27. Juli 1954                                   | Arnold II Arnold III                               | CDU                                                |
| Josef Effertz                                                                  | 28. Februar 1956                                               | Steinhoff                                          | FDP                                                |
| Gustav Niermann                                                                | 24. Juli 1958 26. Juli 1962 26. Juli 1966                      | Meyers I Meyers II Meyers III                      | CDU                                                |
| Diether Deneke                                                                 | 8. Dezember 1966 28. Juli 1970 4. Juni 1975 20. September 1978 | Kühn I Kühn II Kühn III Rau I                      | SPD                                                |
| Hans Otto Bäumer                                                               | 4. Mai 1979 29. Mai 1980                                       | Rau I Rau II                                       | SPD                                                |
| Klaus Matthiesen                                                               | 3. Oktober 1983                                                | Rau II                                             | SPD                                                |
| Minister für Umwelt, Raumordnung und Landwirtschaft                            |                                                                |                                                    |                                                    |
| Klaus Matthiesen                                                               | 5. Juni 1985 12. Juni 1990                                     | Rau III Rau IV                                     | SPD                                                |
| Bärbel Höhn                                                                    | 17. Juli 1995 17. Juni 1998                                    | Rau V Clement I                                    | Grüne                                              |
| Minister für Umwelt und Naturschutz, Landwirtschaft und Verbraucherschutz      |                                                                |                                                    |                                                    |
| Bärbel Höhn                                                                    | 27. Juni 2000 12. November 2002                                | Clement II Steinbrück                              | Grüne                                              |
| Eckhard Uhlenberg                                                              | 24. Juni 2005                                                  | Rüttgers                                           | CDU                                                |
| Minister für Klimaschutz, Umwelt, Landwirtschaft, Natur- und Verbraucherschutz |                                                                |                                                    |                                                    |
| Johannes Remmel                                                                | 15. Juli 2010 21. Juni 2012                                    | Kraft I Kraft II                                   | Grüne                                              |
| Minister für Umwelt, Landwirtschaft, Natur- und Verbraucherschutz              |                                                                |                                                    |                                                    |
| Christina Schulze Föcking                                                      | 30. Juni 2017                                                  | Laschet                                            | CDU                                                |
| Ursula Heinen-Esser                                                            | 29. Mai 2018 28. Oktober 2021                                  | Laschet Wüst I                                     | CDU                                                |
| Lutz Lienenkämper (kommissarisch)                                              | 8. April 2022                                                  | Wüst I                                             | CDU                                                |
| Minister für Landwirtschaft und Verbraucherschutz                              |                                                                |                                                    |                                                    |
| Silke Gorißen                                                                  | 29. Juni 2022                                                  | Wüst II                                            | CDU                                                |